# El Cercado
El Cercado é um município da República Dominicana pertencente à província de San Juan. Inclui, além da capital, dois distritos municipais: Nuevo Brazil e Batista.
Sua população estimada em 2012 era de 25 688 habitantes.
El Cercado foi fundado em 1845 pelo presidente Pedro Santana. Antes, pertencia ao município de Bánica e foi chamado de Sabana del Bohío, e foi elevado à categoria de cidade pelo presidente Fernando Arturo de Meriño em 1888. As primeiras famílias a estabelecer nesta área foram Florencio Montero, Telésforo de Oleo, Encarnación, Manuelica y Fidel Matos e Leonardo Brito. As pessoas de El Cercado têm a reputação de ser muito hospitaleiro, simpático e gentil.
A principal fonte econômica é a agricultura, consistindo em gado, rapé, mel, cera, couro e café.